# Thelepus abyssorum
Thelepus abyssorum är en ringmaskart som beskrevs av Maurice Caullery 1944. Thelepus abyssorum ingår i släktet Thelepus och familjen Terebellidae. Inga underarter finns listade i Catalogue of Life.